# Hugues-Fleury Donzel
Hugues-Fleury Donzel (Rive-de-Gier, 14 febbraio 1791 – Lione, 18 novembre 1850) è stato un entomologo francese specializzato in farfalle e falene.

Ha descritto Euchloe charlonia, Cigaritis Zohra (1847), Pharmacis pyrenaicus e molte altre specie. Donzel era un membro della Société entomologique de France.

## Pubblicazioni
- Donzel, Hugues (1837): Observations sur l'accouplement de quelques genres de Lépidoptères diurnes, et sur le genre Piéride. Annales de la Société Entomologique de France [1]6, pp. 77–81
- Donzel, Hugues (1842): Description de deux Lépidoptères nouveaux recueillis en Barbarie par le Capitaine Charlon. Annales de la Société Entomologique de France [1]11, pp. [197-199, pl 8, 2 f] online
- Donzel, Hugues (1847): Description de Lépidoptères nouveaux. Annales de la Société Entomologique de France (2)5, pp. 525–530